# Portret lordów Johna i Bernarda Stuartów
Portret lordów Johna i Bernarda Stuartów (ang. Lord John Stuart and his Brother, Lord Bernard Stuart) – obraz olejny flamandzkiego malarza późnego baroku Antoona van Dycka (1599–1641). Należy do kolekcji National Gallery w Londynie.
Portret przedstawia najmłodszych synów 3. księcia Lennox: po lewej Johna Stuarta (1621–1644) i po prawej Bernarda Stuarta (1622–1645) mających odpowiednio 17 i 16 lat. Zostali sportretowani przed wyjazdem na trzyletnie Grand Tour po Europie w 1639. Ich starszym bratem był James Stewart, 1. książę Richmond, również sportretowany przez Van Dycka. Obaj bracia polegli w czasie angielskiej wojny domowej walcząc po stronie rojalistów.
Pracując na dworze Karola I Van Dyck rozwinął nowy model podwójnego portretu, który ukazywał przyjaźń, często między krewnymi. Dwaj bracia są przedstawieni tak, jakby właśnie wybierali się w podróż, gotowi do wyjazdu.
Modne stroje młodzieńców idealnie się ze sobą komponują, ciepłe odcienie złotego i brązu w stroju Johna kontrastują z chłodniejszymi odcieniami srebra i niebieskiego w ubiorze jego brata. Analiza pigmentu ukazała skomplikowaną metodę użycia farb zastosowaną przez malarza na strojach młodych mężczyzn. Bogaty połysk niebieskiej satyny stroju Bernarda został osiągnięty poprzez nałożenie kilku warstw ołowianej bieli, indygo i azurytu.